# Автомагістраль А84 (Франція)
Автомагістраль A84 — це головна автомагістраль у західній Франції, будівництво якої було завершено 27 січня 2003 року для з'єднання міст Ренн у Бретані з Каном у Нижній Нормандії. Він є частиною Autoroute des Estuaires з Бельгії до Іспанії, уникаючи Парижа.

## Характеристики
Автострада, простягається на 170 км, загальною вартістю € 650 млн. Це двостороння дорога в обох напрямках, а зони обслуговування розташовані через рівні проміжки. Це безкоштовно.
Автомагістраль була побудована зі спеціальним дорожнім покриттям, щоб забезпечити швидкий стік дощової води, але це неефективно зі снігом, який часто випадає у великих кількостях взимку, тому снігоочисні машини регулярно задіяні. Радіо дорожнього руху 107.7 передає інформацію A84 спеціально.
- 2 × 2 проїзна частина
- 170 км в довжину
- Загальна вартість : €650 000 000 (2003)
- 3 зони камер контролю швидкості
- 5 зон обслуговування (Aires de service et repos):
  - l'aire du mont Saint-Michel (Total), Saint-Aubin-de-Terregatte
  - l'aire de la Baie, Braffais
  - l'aire de la vallée de la Vire (Шелл), Гуве
  - l'aire de Cahagnes, Cahagnes
  - l'aire de Saint-Jean des Essartiers, Сен-Жан-де-Ессартьє

На всій протяжності траса вільна. Уряди різних країн вивчали концесію цієї автомагістралі, але регіональна влада Бретані та Нормандії переконала державну владу будувати та управляти цією магістраллю за державні кошти.

## Історія
- 1979: Міністерське рішення модернізувати дорогу між Каном і Авраншем до дороги з подвійним рухом.
- 1987: Рішення CIAT з'єднати Кан, Ренн і Нант автомагістраллю, що забезпечує безперервність мережі автомагістралей Франції.
- 1994: Сполучення між Каном і Авраншем та Авраншем і Ренном оголошено суспільно корисними.
- 27 січня 2003: Відкриття останньої ділянки автомагістралі A84, за винятком об’їзних доріг Ренна та Авранша.

### Майбутні розширення
A84 переривається в Авранші. Об’їзна дорога на захід від Авранша, біля RN 175 з двома подвійними смугами руху, має геометричні характеристики, які не дозволяють будівництво автомагістралі та її статус. Тому в довгостроковій перспективі було заплановано будівництво об’їзної дороги на східній автомагістралі A84. Держава викупила 60 га землі та знищила чотири будинки вздовж траси. Проте роботи ще не розпочато. Земля досі у власності держави.
A84 також буде розширено до Нанта шляхом модернізації RN 137 з подвійною смугою, таким чином створивши маршрут Кан-Ренн-Нант. Від цього було скасовано разом з іншими проектами модернізації двопроїзної дороги в Бретані (планувалося, що RN 157 і RN 12 стануть A81, а RN 165 — A82).
Крім того, у Ренні будівництво «південно-східного обходу» дозволить уникнути кільцевої дороги Ренна на цьому маршруті. Будівництво мало розпочатися у 2021 році, але було припинено.